# ゴロワーズ
ゴロワーズ（仏: Gauloises）は、アルタディス社が製造するタバコの銘柄。1910年にフランスで登場した銘柄で、ジタンと並びフランスでは現在もポピュラーなブランドである。

## 概要
gauloisesという語は直訳で「ゴール人の女」を意味する。「ゴール」とは現在のフランスにあたる地方の古名。形容詞でもあり、その場合は「陽気な」「好色な」「あけっぴろげな」という意味になる。パッケージには翼のついた兜のイラストがあしらわれている。この兜は古代ガリア人の騎士たちが用いた防具で、フランスの伝統的な兜である。このデザインになったのは1936年で、マルセル・ジャクノというグラフィックデザイナーの手によるもの。以来ゴロワーズはこの基本デザインを守り続けている。
「BRUNES」と表記されているパッケージは、タバコ葉を堆積発酵させた黒煙草と呼ばれるタイプである。黒煙草特有の強い香りがあり、これがゴロワーズの最大の特徴となっている。「Blondes」と表記されているパッケージは一般的なアメリカンブレンドであるが、オリエント葉が比較的多めに使用されている。そのためこちらも、Brunesほどではないにせよ、やはり特徴的な香りを持つ。
2018年9月7日現在の日本で販売されている商品は、ポーランドに製造移管されている。
ダカール・ラリーでは1999 - 2000年に四輪部門で優勝したフランス人のジャン＝ルイ・シュレッサーのバギーや、二輪部門の2000年代前半のBMWやKTMのメインスポンサーであり、マシンがゴロワーズの青色に塗られた。また同時期MotoGPでもヤマハのファクトリーチームのタイトルスポンサーだったが、2005年にタバコのスポンサーを嫌がるバレンティーノ・ロッシの意向でヤマハが一方的に契約を打ち切ったため、法廷闘争に発展しかけた。
2022年10月28日、紙巻きタバコブランド「ゴロワーズ」「ウエスト」「ダビドフ」「ジタン」の販売を終了すると発表、取扱店の在庫をもって順次終了すると共に、インペリアル・ブランズ･ジャパン自体も市場から撤退すると発表した。

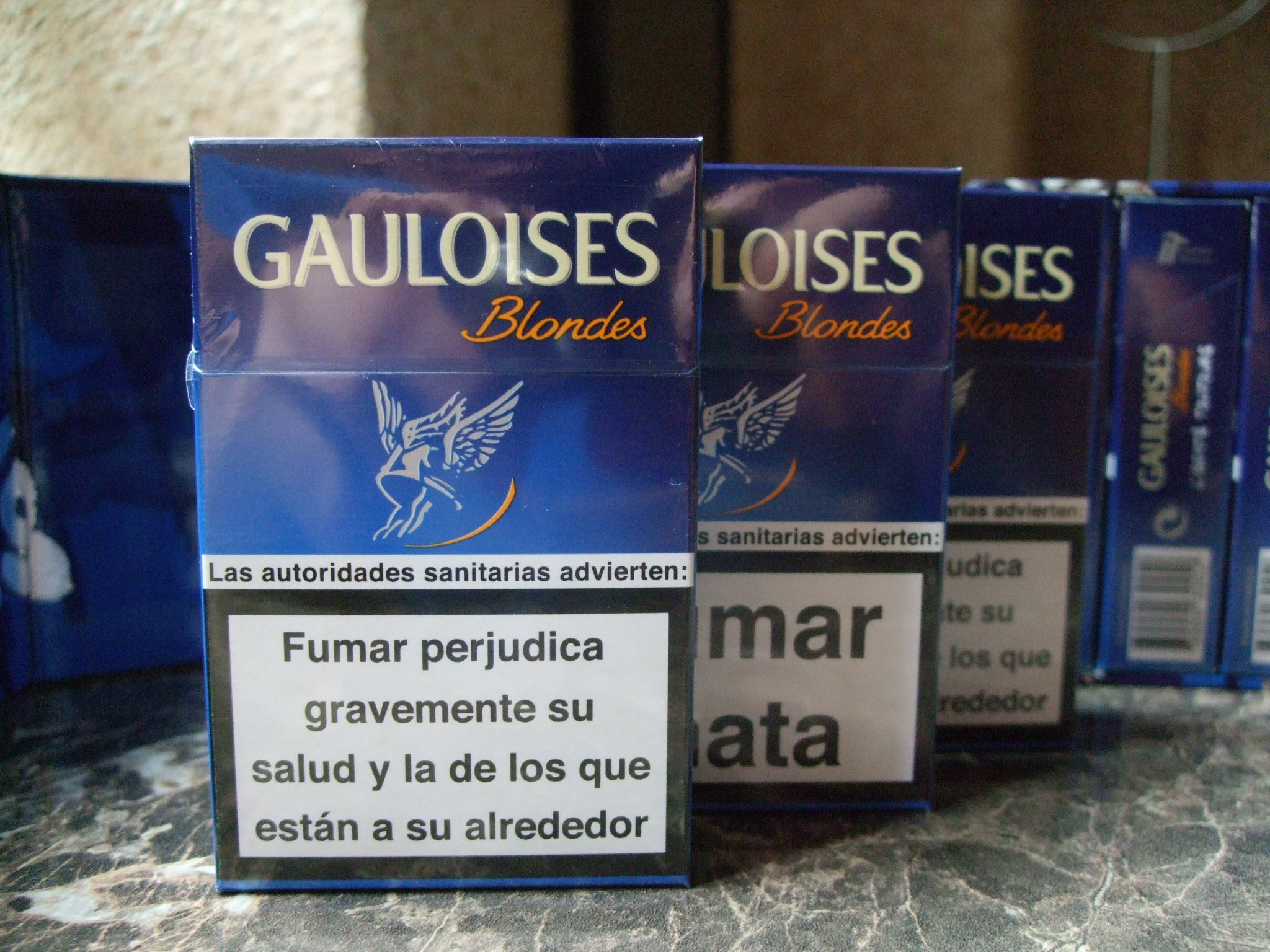
スペインで販売されているGAULOISES-Blondes FILTRE
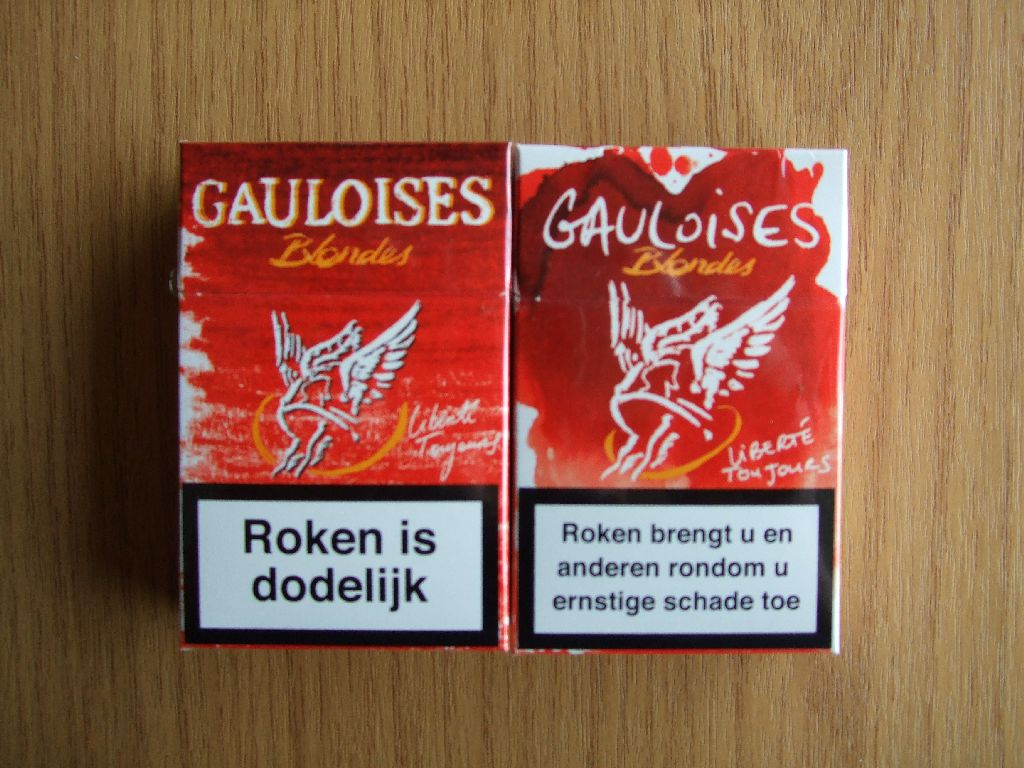
オランダで2007年頃に販売されたGAULOISES-Blondes LIGHTSの限定パッケージ

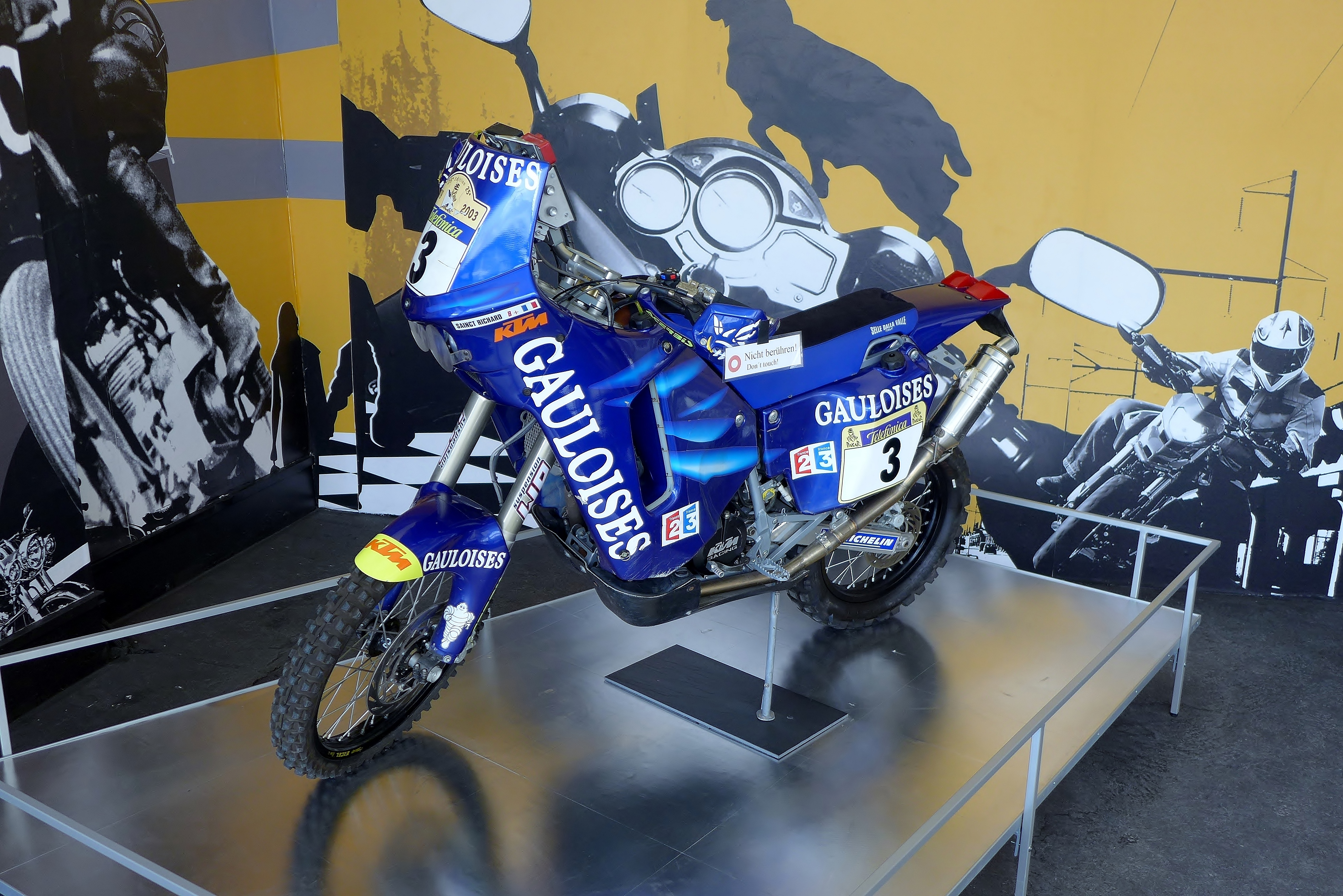
リシャール・サンクのKTM・660ラリー（2003年ダカール優勝車）
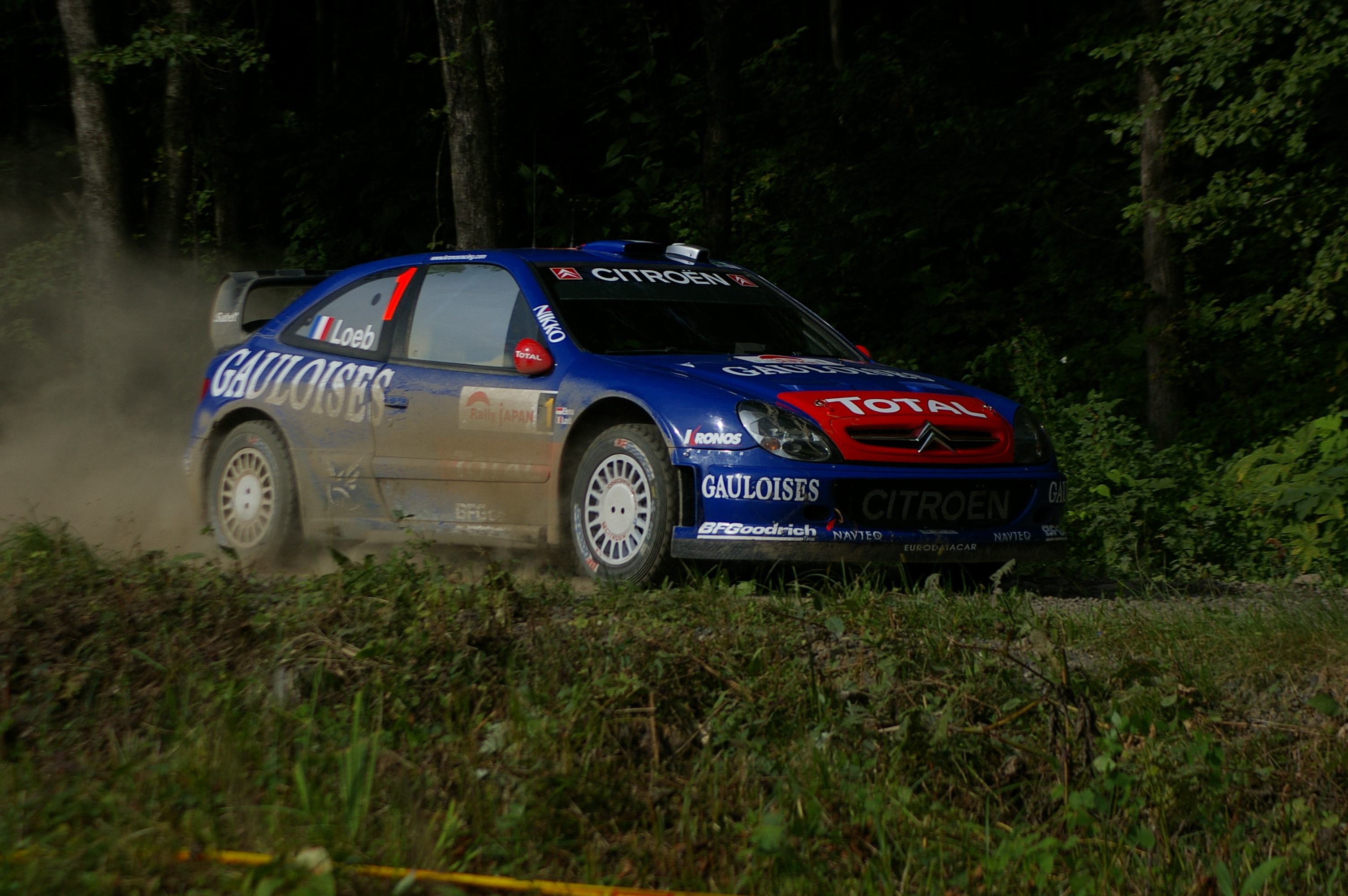
ゴロワーズカラーのシトロエン・クサラWRC
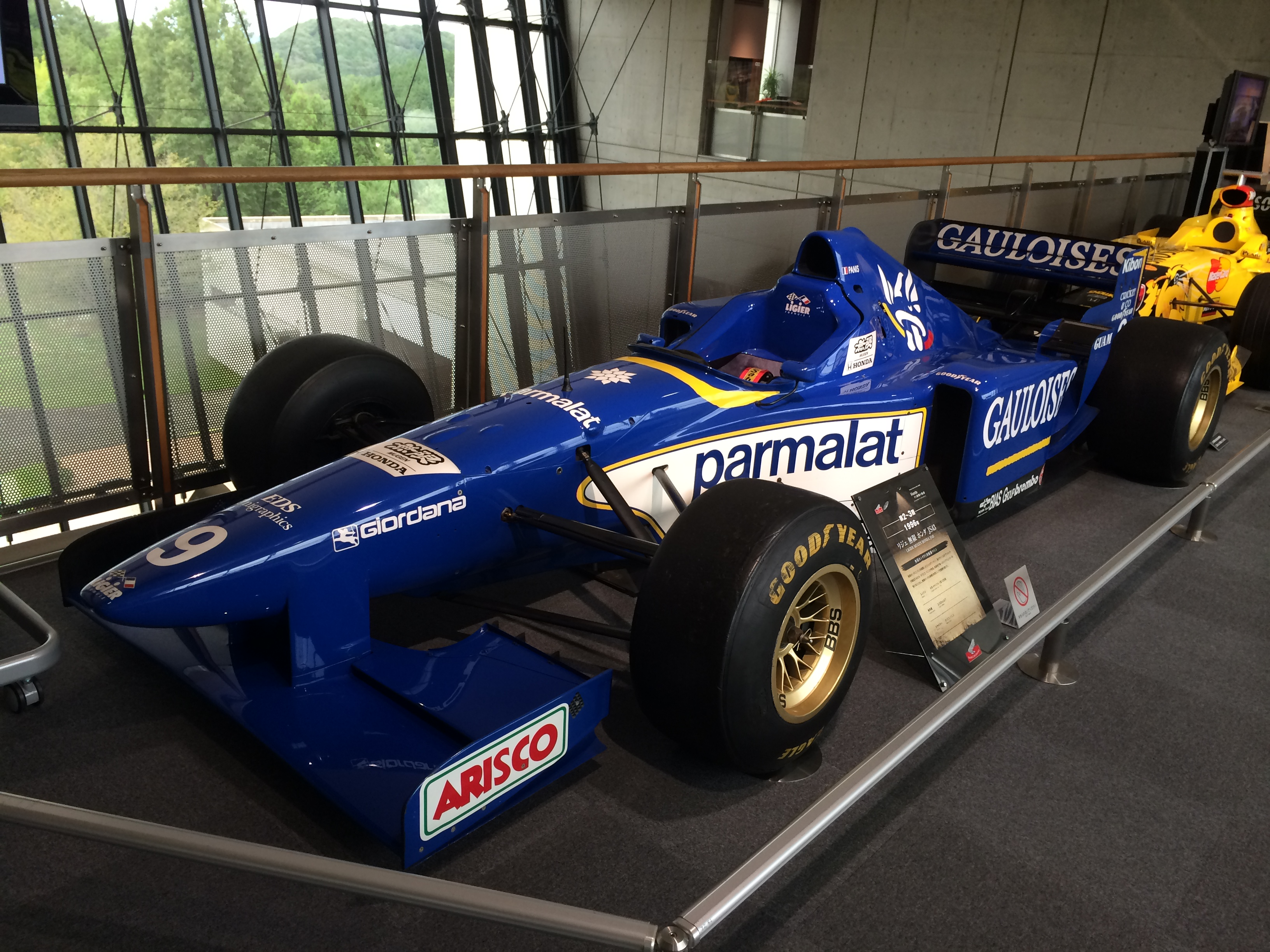
リジェ・JS43

## 製品一覧
販売終了製品